# Cseres
Cseres (1899-ig Dubova, szlovákul: Dubová) község Szlovákiában, az Eperjesi kerület Felsővízközi járásában.

## Fekvése
Felsővízköztől 12 km-re északnyugatra, az Ondava partján fekszik.

## Története
1355-ben „Dobawycha” alakban említik először. Neve a szláv dub (cser, tölgy) főnévből származik. 1357-ben „Dombouicha”, 1414-ben „Duboa”, 1416-ban „Duboua” alakban szerepel. A szorocsányi, majd a makovicai uradalomhoz tartozott. 1427-ben szabad lakói fel voltak mentve az adózás alól. A 18. század elején a háborúk és járványok következtében elnéptelenedett. 1787-ben 75 házában 499 lakos élt. A 18. század végén üveghuta működött a községben.
A 18. század végén Vályi András így ír róla: „DUBOVA. Orosz falu Sáros Vármegyében, földes Ura Gróf Szirmay Uraság, lakosai ó hitűek, fekszik a’ Makovitzai Uradalomban, Lengyel Országnak szélén, határja nem igen termékeny, réttye kétszer kaszáltatik, legelője, és fája is elegendő, harmadik Osztálybéli.”
1828-ban 76 háza volt 575 lakossal.
Fényes Elek 1851-ben kiadott geográfiai szótárában így ír a faluról: „Dubova, Sáros v. orosz falu, a makoviczi uradal. Zboróhoz keletre 2 órányira, a gallicziai országutban: 7 romai, 565 g. kath., 8 zsidó lak. Gör. anyaegyház. Savanyuviz.”
Az első világháború idején határában súlyos harcok folytak a cári orosz hadsereg és a monarchia csapatai között. 1920 előtt Sáros vármegye Felsővízközi járásához tartozott.
A háború után is mezőgazdasági jellegű község maradt. 1944-ben határában partizáncsoportok működtek.

## Népessége
| Év:            | 1994. | 2004.   | 2014.   | 2024.    |
| -------------- | ----- | ------- | ------- | -------- |
| Emberek száma: | 240   | 227     | 223     | 195      |
| Eltérés:       |       | -5,41 % | -1,76 % | -12,55 % |

| Év:            | 2023. | 2024.  |
| -------------- | ----- | ------ |
| Emberek száma: | 200   | 195    |
| Eltérés:       |       | -2,5 % |

1910-ben 527, túlnyomórészt ruszin lakosa volt.
2001-ben 243 lakosából 146 szlovák 69 ruszin és 20 ukrán volt.
2011-ben 229 lakosából 99 ruszin, 97 szlovák és 17 cigány.

## Nevezetességei
- Kéttornyú görögkatolikus temploma 1845-ben épült.